# Madathumpady
Madathumpady es una ciudad censal situada en el distrito de Thrissur en el estado de Kerala (India). Su población es de 4294 habitantes (2011).

## Demografía
Según el censo de 2011 la población de Madathumpady era de 4294 habitantes, de los cuales 2113 eran hombres y 2181 eran mujeres. Madathumpady tiene una tasa media de alfabetización del 95,39%, superior a la media estatal del 94%: la alfabetización masculina es del 97,38%, y la alfabetización femenina del 93,49%.